# Karl Barth
Pour les articles homonymes, voir Barth (homonymie).
Karl Barth, né le 10 mai 1886 à Bâle et mort dans la même ville le 10 décembre 1968, est un pasteur réformé et professeur de théologie suisse.
Il est considéré comme l'une des personnalités majeures de la théologie chrétienne du XXe siècle, en particulier de la théologie dialectique,. Ses travaux, notamment  ses essais sur la révélation divine, ont exercé une influence déterminante sur Paul Tillich et Jürgen Moltmann. Ils lui valent d'être tenu pour le plus grand théologien protestant du XXe siècle et peut-être depuis la Réforme, tout en dépassant le clivage confessionnel.
L'œuvre de Karl Barth, étudiée par des théologiens catholiques tels que Hans Urs von Balthasar et Henri Bouillard, a parfois été comparée à celles d'Augustin, de Thomas d'Aquin et de Calvin. Du moins est-elle en grande partie à l'origine du renouveau de la théologie trinitaire contemporaine.

## Biographie

### Jeunesse
Fils d'un professeur de théologie, il commence des études de théologie à Berne, avant de les poursuivre à Berlin. Il est alors étudiant d'Adolf von Harnack, l'un des chefs de file de l'exégèse historico-critique de la Bible et de la théologie libérale. Il part ensuite étudier à Tübingen et enfin à Marbourg, où il suit l'enseignement de Wilhelm Herrmann, auquel il se référera constamment par la suite.
De 1909 à 1911, il est pasteur auxiliaire de la paroisse de langue allemande de Genève, puis il devient pasteur à Safenwil. C'est là que, confronté au quotidien de ses paroissiens essentiellement issus de la classe ouvrière, il va s'engager en politique. Il rejoint alors le mouvement des socialistes religieux de Leonhard Ragaz. Considérant alors que le socialisme est la continuité moderne du christianisme et que « Jésus est plus socialiste que les socialistes », il milite sur des thèmes marxistes comme l'abolition de la propriété privée. Cet engagement lui vaut alors le surnom de Roter Pfarrer (« Pasteur rouge »). C'est à cette époque qu'il fait la connaissance du jeune pasteur Eduard Thurneysen.
Déçu par le ralliement des églises et théologiens libéraux allemands au bellicisme germanique à l'occasion de la Première Guerre mondiale, notamment par l'intermédiaire du Manifeste des 93 que cosignent ses anciens professeurs, il remet alors définitivement en cause la théologie libérale qu'on lui a enseignée et qu'il avait adoptée avec enthousiasme lors de ses études. Déçu également par le Parti social-démocrate d'Allemagne qui vote les crédits de guerre, il adopte une position plus critique sur le socialisme tout en adhérant au Parti socialiste suisse en 1915.
En 1919, il prend ses distances avec Ragaz et le socialisme religieux, en remettant en question plusieurs de leurs positions à l'occasion d'une conférence sur « le Chrétien dans la société » prononcée à Tambach.

### Théologie dialectique
En 1919, il publie Der Römerbrief, un commentaire de l'Épître aux Romains dont il avait débuté la rédaction en 1916 et qui reçoit de bonnes critiques.
Il réécrit ce commentaire en onze mois entre 1920 et 1921, abandonnant à l'occasion certaines conceptions plus politiques de la première édition, en raison de sa déception quant à la tournure prise par la Révolution d'Octobre. Cet ouvrage, considéré comme « révolutionnaire » du point de vue théologique, suscite de nombreuses réactions et acquiert une audience qui n'est pas limitée à l'Église réformée. Cela fait de lui le chef de file du mouvement de la théologie dialectique, ou « théologie de la Parole de Dieu », une théologie qui prend comme base le fait que seul Dieu parle bien de Dieu. Toute théologie authentique est un acte d'audace (Franz Overbeck) qui accepte de laisser advenir la Parole de Dieu comme une brèche dans le discours théologique.[pas clair]
Le succès de son ouvrage lui permet de devenir professeur de théologie réformée à l'université de Göttingen en 1921. Il y entreprend une réflexion théologique systématique qui deviendra une référence majeure pour son siècle.
Au cours des années 1920, sa théologie et surtout son style connaissent une évolution, liée à un christocentrisme de plus en plus affirmé.
À partir de la fin des années 1920, Barth rédige une dogmatique qui devient en 1932 la Kirchliche Dogmatik. Si la théologie reste toujours pour Barth une entreprise risquée et, du point de vue humain, impossible, la révélation de Dieu en Christ garantit sa possibilité – mais seulement du point de vue de Dieu. Il est de la responsabilité du théologien, pour le bien de l'Église, d'oser prendre ce risque.

### LaDogmatique

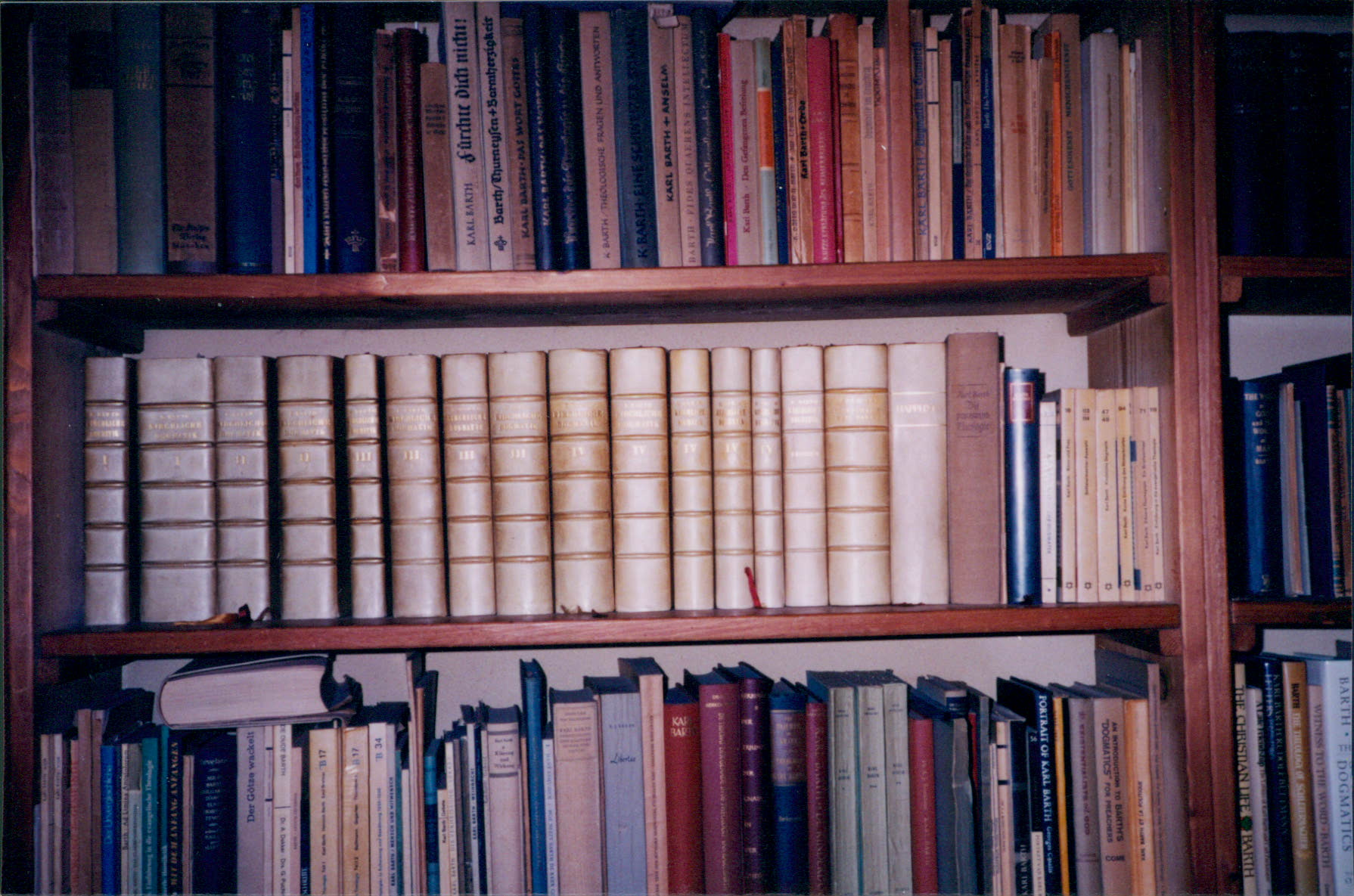
Les volumes de la Dogmatique dans la bibliothèque de Karl Barth à Bâle

En 1932 paraît le premier volume de la Kirchliche Dogmatik (traduite en français sous le titre de Dogmatique), une œuvre – inachevée – dont il poursuivra la rédaction jusqu'à la fin de sa vie. Ce travail de réflexion ne le coupe pas de la réalité de son temps. Barth introduit la théologie au cœur de la vie quotidienne.
De 1933 à 1936, il échange une longue correspondance avec Elisabeth Schmitz qui lui rend également visite dans son exil suisse, sur les questions théologiques et politiques de l'Église. Celle-ci lui demande, en 1933, au moment du boycott juif, de condamner la persécution des Juifs. Mais, s'il partage son opinion sur l'évolution politique, il ne veut pas mettre en péril son travail d'enseignement théologique qui lui semble plus important pour aider l'Eglise et refuse de prendre publiquement position.
En 1934, il est le principal auteur de la Déclaration théologique de Barmen, texte fondamental d'opposition chrétienne à l'idéologie nationale-socialiste. Suspendu à cause de son refus de prêter serment au Führer, puis expulsé d'Allemagne, il devient professeur de théologie systématique à l'université de Bâle. 
Il participe à la première assemblée mondiale du Conseil œcuménique des Églises à Amsterdam, en 1948 : « N'est-il pas dit que nous devons chercher premièrement le Royaume de Dieu et sa justice ? » rappelle-t-il lors de la séance d'ouverture. Pour Barth, la Bible est l'interpellation que Dieu adresse aux hommes.
Après la fin de la Seconde Guerre mondiale, Karl Barth entretient un long débat théologique avec le grand théologien catholique suisse Hans Urs von Balthasar. L'un et l'autre sont profondément marqués par la musique. Bien plus tard, Balthasar publie une immense somme de théologie dogmatique où la musique joue un rôle important (La Dramatique divine et son « résumé », La vérité est symphonique) et Karl Barth un petit livre sur Mozart. À la fin de sa vie, il participe à la lutte contre la prolifération des armements atomiques. Il resta toujours proche de la gauche socialiste allemande et suisse, et fut même critiqué pour sa position, jugée accommodante, vis-à-vis du communisme stalinien.

### Famille
Karl Barth est très marqué par les idées de son père, théologien plutôt évangélique et par la forte personnalité de sa mère, qui fera échouer une relation amoureuse de son fils. En 1913, elle le pousse vers le mariage avec Nelly Hoffmann, issue de la haute bourgeoisie bâloise. Malgré la naissance de cinq enfants, ce mariage n'est guère heureux. Du moins Karl Barth entretient-il à partir de 1924 une relation à la fois intellectuelle et amoureuse avec son élève devenue sa collaboratrice Charlotte von Kirschbaum. En 1929, celle-ci emménage dans la maison familiale, où les enfants du ménage prennent l'habitude de l'appeler leur tante. Une sorte de ménage à trois s'instaure avant que Nelly Barth, très affectée par cette situation, ne demande le divorce au bout de dix ans. Charlotte von Kirschbaum a contribué de manière importante à toutes les publications académiques de Karl Barth, avant de publier un ouvrage théologique elle-même. Début 1962, Charlotte von Kirschbaum tombe malade et s'installe dans une maison de retraite à Riehen, où elle décèdera dix ans plus tard. Respectant les dernières volontés de Karl Barth, Nelly Hoffman la fait inhumer dans la tombe de la famille Barth, où Karl Barth avait été enterré auparavant et où Nelly sera également enterrée plus tard.

## Postérité

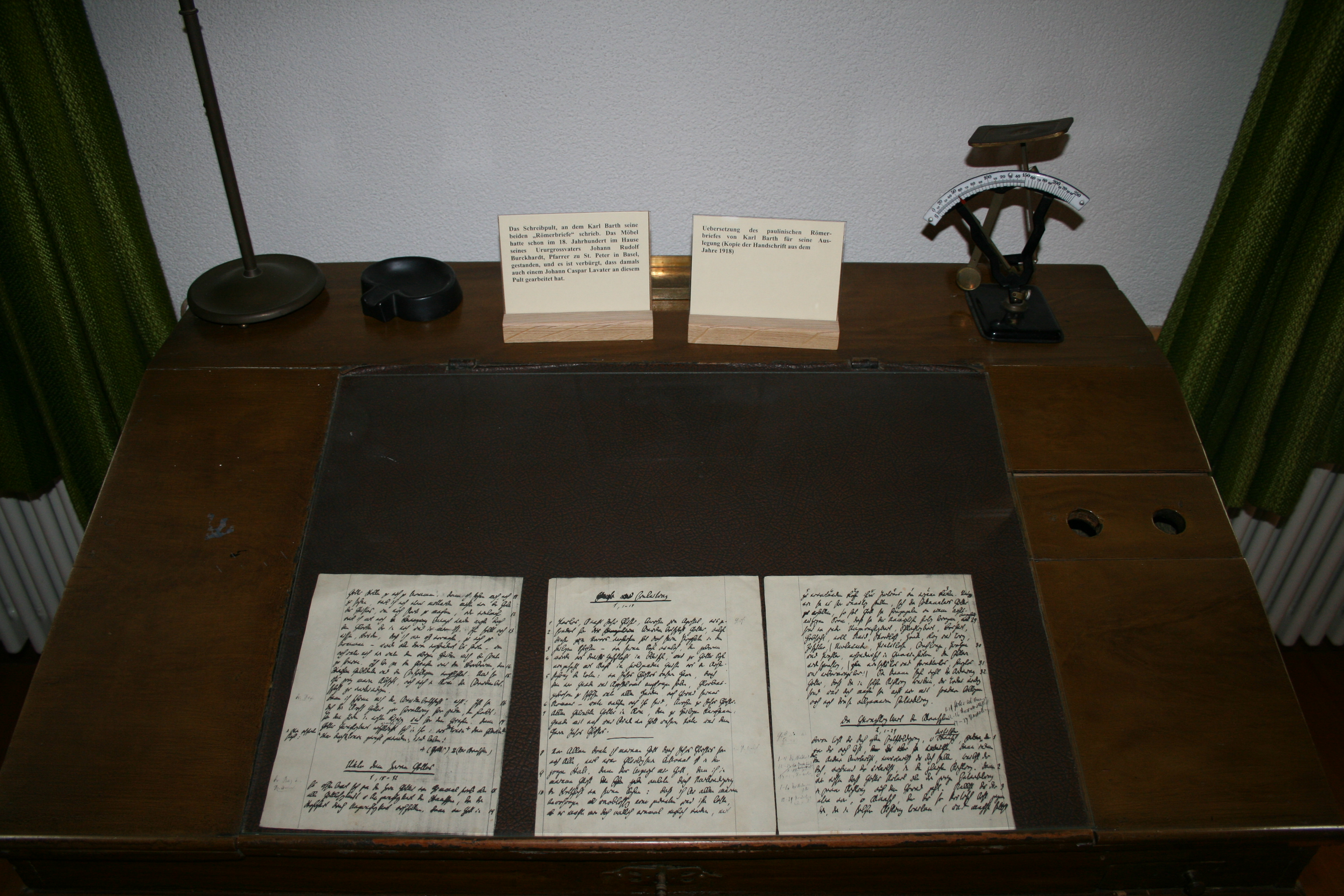
L'écritoire de Karl Barth

Karl Barth a certainement été le théologien protestant le plus fécond de son temps, et l'un des plus influents avec Rudolf Bultmann et Paul Tillich. Avec Jürgen Moltmann, il exerça une influence « souterraine » sur toute la théologie de la libération, influençant notamment le Brésilien Rubem Alves. Jacques Ellul, enfin, ne cessera de reconnaître sa dette envers Barth.
Toute son œuvre est une protestation contre les tentatives humaines (politiques, morales, religieuses et même théologiques) d'instrumentaliser Dieu en l'identifiant à une cause ou à une doctrine. Barth rappelle l'altérité radicale de Dieu : il est donc libre à l'égard de tout ce que l'on peut en dire ou en faire dans les Églises ou les doctrines. Ainsi l'Église n'est pas là où nous croyons qu'elle est, mais là où Dieu décide qu'elle est. Il n'y a donc pour Barth d'attitude chrétienne que critique et inconfortable.
Le philosophe Paul Ricœur, de confession protestante, reconnait également influence du commentaire de Barth de l'Épitre aux Romains sur ses années de formation.

## Centre d'études et fondation Karl Barth
Le Princeton Theological Seminary, où Barth a enseigné en 1962, abrite le Center for Barth Studies, qui se consacre au soutien des études liées à la vie et à la théologie de Karl Barth. Le Centre Barth a été fondé en 1997 et parraine des séminaires, des conférences et d'autres événements. Il abrite également la Karl Barth Research Collection, la plus grande au monde, qui contient presque toutes les œuvres de Barth en anglais et en allemand, plusieurs premières éditions de ses œuvres et un manuscrit original de Barth. La Fondation Karl Barth à Bâle a été présidée par Bernhard Christ de 1984 à 2024.

## Publications
- Connaître Dieu et le servir, Delachaux et Niestlé, 1945.
- La Chrétienté au creuset de l'épreuve, avec Henri Cadier et Paul Borchsenius, Genève, Labor et Fides, 1951, 830 p.
- Dogmatique, 26 fascicules + index, Genève, Labor et Fides, 1953-1974
- Christ et Adam, Genève, Labor et Fides, 1960, 80 p.
- La Proclamation de l'Évangile. Éditions Delachaux et Niestlé, 1961
- Aux captifs la liberté, Genève, Labor et Fides, 1964, 64 p.
- Ce qui demeure, Genève, Labor et Fides, 1970, 106 p.
- L'Épître aux Romains, Genève, Labor et Fides, 1972, 516 p.